# رزا بدینگتون
رزا بدینگتون (انگلیسی: Rosa Beddington؛ ۲۳ مارس ۱۹۵۶ – ۱۸ مهٔ ۲۰۰۱) یک دانشمند در زمینه زیست‌شناسی رشد اهل بریتانیا بود. 